# Drezden (альбом)
Drezden — дебютный студийный альбом одноимённой электронной группы Drezden, организованной Сергеем Михалком.

## Об альбоме
19 февраля 2018 года появилась заметка о том, что Сергей Михалок организует новый электронный проект, для которого он уже собрал интернациональную команду. В новую группу вошли: гитарист группы «Океан Ельзи» серб Владимир Опсеница и украинский саунд-продюсер Виталий Телезин. Выход первого альбома нового проекта был запланировали на сентябрь 2018 года. По словам Михалка, он всегда был фанатом новой волны в целом и немецкой новой волны в частности. Он рассказал, что слушал группы New Order, Front 242, The KLF, Nena и Йоахима Витта, а посещая концерты Laibach и Nitzer Ebb, мечтал организовать свою электронную группу.
Новую группу было решено назвать Drezden, поскольку Сергей родился в Дрездене в 1972 году. Готовящийся дебютный альбом получил аналогичное название Drezden. По стилю музыка должна была представлять из себя «эклектичный сплав» The Cure, Wolfsheim и Алексея Вишни, а по текстам аллюзии на Филипа Киндреда Дика, Уильяма Гибсона и Брюса Стерлинга, любимых писателей Михалка. Жанр им был определён как «New Belorussia Welle» и «пост-советико-кибер-панк».
Альбом Drezden был опубликован в интернете 31 августа 2018 года. В этот же день на YouTube появился видеоклип на заглавную песню альбома. Клип снял киевский режиссёр Александр Стеколенко. 3 декабря вышел видеоклип на песню «Ронин». Режиссёром клипа стал украинский фотограф Сергей Сараханов. По его словам снимать историю про средневековую Японию было бы сложно, поэтому было принято решение двигаться по пути метафоры. Видео снимали на фоне украинской природы в Актовском каньоне. 26 марта 2019 года был опубликован третий видеоклип. На этот раз видео было снято на песню «Айсберг». Режиссёром выступил минский дизайнер Артур Вакаров. В клипе голова Сергея Михалка, представляющая собой айсберг, дрейфует в океане по разноцветным волнам. 14 мая появилось видео на песню «Коалы», снятое Каролиной Поляковой. В видеоклипе немолодой человек изучает коробку со своими воспоминаниями.

## Список композиций
| №                   | Название              | Длительность |
| ------------------- | --------------------- | ------------ |
| 1.                  | «Drezden»             | 3:33         |
| 2.                  | «Айсберг»             | 3:48         |
| 3.                  | «Самарканд»           | 3:02         |
| 4.                  | «Ямагути-гуми»        | 3:38         |
| 5.                  | «Ронин»               | 3:30         |
| 6.                  | «Коалы»               | 3:28         |
| 7.                  | «Электро-монголы»     | 3:44         |
| 8.                  | «Стальной Нуриев»     | 3:12         |
| 9.                  | «Вуди Вудпекер»       | 3:24         |
| 10.                 | «Мона Лиза овердрайв» | 4:04         |
| 11.                 | «Король»              | 3:53         |
| Общая длительность: | Общая длительность:   | 39:17        |

## Участники записи
- Сергей Михалок — вокал, автор всех текстов и музыки
- Владимир Опсеница — электрогитара, все инструменты
- Виталий Телезин — саунд-продюсер[5]

## Рецензии
«Первая же фраза его новоиспеченного альбома Drezden является одновременно его же девизом, да и саморецензией: „Что-то во мне надорвалось“», — отмечает музыкальный критик Конрад Ерофеев. По его мнению, Михалок сейчас переживает кризис, связанный с усталостью: «Быть плодовитым и долговечным артистом всегда сложно. Всё время нужно делать что-то новое, давит груз ожиданий, накапливается усталость». Ерофеев считает, что Михалок ищет «выход из [своих] метаний» и находит себя в том, что считает своим, а в его случае это электронная музыка 70-80-х. По мнению Ерофеева, этот период быстро пройдёт и Михалок снова вернётся, например, к группе «Ляпис-98».
Алексей Мажаев с сайта InterMedia рассказал, что анонс нового проекта Михалка выглядел «крайне интригующе», но «в реальности всё оказалось не столь волшебно». Мажаев похвалил музыку, но вокал Сергея, по его мнению, не соответствует ей. Мажаев возложил вину на тембр голоса Сергея, который, по его мнению, не подходит для электронной музыки. Насчёт некоторых текстов он так же предположил, что они больше бы подошли для группы «Ляпис Трубецкой»: «У слушателя никак не получается поймать ощущение, что это действительно новый проект Михалка, а не какие-то вариации на темы старых „Ляписа Трубецкого“ и Brutto». Мажаев поставил альбому три звезды из пяти.
По мнению Дениса Ступникова (KM.RU), «звучание группы Drezden парадоксально балансирует где-то между расслабляющим синти-попом и жесткой тоталитарной эстетикой немецких индустриальщиков».
Татьяна Замировская в рецензии для журнала «Большой» пришла к выводу, что «добрый и мягкий» диск «ближе всего к „Весёлым картинкам“, самой пронзительной работе „Ляписов“, прямо указывающей на то, какую музыку Сергей мечтает играть».